# Revue roumaine de mathématiques pures et appliquées
La Revue roumaine de mathématiques pures et appliquées est une revue scientifique  trimestrielle à évaluation par les pairs qui couvre tous les aspects des mathématiques pures et appliquées. 

## Historique
Le journal avait pour titre Revue de Mathématiques Pures et Appliquées de 1956 à 1963, depuis 1964 Revue roumaine de mathématiques pures et appliquées, fondée par la Section de mathématiques de l'Académie Roumaine. Il est actuellement (en 2019) publié en un volume annuel, composé de quatre numéros (de 1964 à 1998 10 numéros par an, puis jusqu'en 2010 6 numéros). Le nombre moyen actuel de pages est de 500.

## Description
La revue publie des articles mathématiques originaux, parfois aussi des articles de synthèse, en anglais, mais aussi en français ou en allemand. En plus des articles de recherche, la revue publie des actes de conférences internationales. 
Les rédacteurs en chef sont, en 2019, Lucian Beznea, de l'Institut Simion Stoilow de mathematiques de l'Académie roumaine et Mihai Putinar, de l'université de Californie à Santa Barbara.
La revue est indexée ou résumée dans Web of Science, Mathematical Reviews et Zentralblatt MATH.